# 佛罗伦萨-佩雷托拉机场
佛罗伦萨-佩雷托拉“亚美利哥·韦斯普奇”国际机场（義大利語：Aeroporto Internazionale di Firenze-Peretola "Amerigo Vespucci"）是意大利共和国托斯卡纳大区首府佛罗伦萨的国际机场，是托斯卡纳仅次于比萨-圣朱斯托伽利略·伽利莱国际机场的第二大机场，以亚美利加洲的命名者亚美利哥·韦斯普奇的名字命名。